# Cnematoplatys benardi
Cnematoplatys benardi är en skalbaggsart som beskrevs av Schmidt 1913. Cnematoplatys benardi ingår i släktet Cnematoplatys och familjen Aphodiidae. Inga underarter finns listade i Catalogue of Life.